# Palystes leppanae
Palystes leppanae là một loài nhện trong họ Sparassidae.
Loài này thuộc chi Palystes. Palystes leppanae được Mary Agard Pocock miêu tả năm 1902.